# Bacardi Breezer
Bacardi Breezer  er en alkoholisk drik med frugtsmag fremstillet af Bacardi. De kommer i en række forskellige smagsvarianter: citron, fersken, litchi, ananas, æble, grapefrugt, lime, appelsin, brombær, vandmelon, tranebær, kokos, hindbær, blåbær, granatæble, jordbær og mango, der er færdigblandet til en cocktail med Bacardi-rom, danskvand og sukker. I nogle lande findes der også en variant med chokoladesmag. En række af smagsvarianterne er også tilgængelige i deres Half Sugar-produktlinje.
Drikken er populær i Indien, Europa, Israel, Canada og Australien. Den sælges også i Kina. I Indien var Bacardi Breezer det første ready to drink-produkt, og det har medvirket til at gøre Bacardi Breezer til markedsledende i denne kategori. I Thailand er Breezers egentlig wine coolers, men bliver stadig markedsført som at indeholde frugt.
I Storbritannien blev Bacardi Breezer lanceret i 1993, og det var én af de mest populræe typer alkopops, særligt i 1990'erne og 2000'erne. I 2015 stoppede markedsføringen i dette område.
I Danmark er Bacardi Breezer én af de to mest populære alkopops sammen med Smirnoff Ice. Tilsammen udgjorde disse omkring 1 % af det samlede alkoholmarked i 2003.